# Charles Lecour
Pour les articles homonymes, voir Lecour.
 (mai 2024).
Charles Lecour est un boxeur et entraineur français né le 12 mai 1808 à Oissery (Seine-et-Marne) et mort à Épinal le 19 juin 1894.
Il est inhumé au cimetière de Oissery.
Le 11 mai 2002 l'école du village a été baptisée du nom de Charles Lecour en présence de ses descendants, l'abbé Pierre Blin et son frère Paul, ainsi que de la sénatrice Nicole Bricq.

## Biographie
Charles Lecour est connu pour être le premier à avoir codifié une méthode de combat qu'il a appelée La Boxe Française ; même s'il ne s'agit pas exactement de ce que l'on appelle aujourd'hui la boxe française (qui fait plutôt référence à la méthode codifiée plus tard par Charles Charlemont).
En 1830, à la suite d'une rude défaite face au boxeur anglais Owen Swift, l'un des meilleurs combattants de l'époque, Charles Lecour décide d'étudier le « boxing londonien » à Paris chez un champion anglais installé en France : Adams.
Athlète accompli, il apprend la savate et le maniement des armes affinitaires de cette discipline (canne, bâton) auprès de Michel (dit « Pisseux », qui apporta une première codification à cette méthode de combat sous le nom « Art de la Savate »).
Ayant bien assimilé cette technique de combat aux poings, Charles Lecour l'ajoute à celle utilisant les pieds, créant ainsi la boxe française. En 1832, avec son frère Hubert Lecour, il ouvre sa propre salle dans le passage des Panoramas à côté de la boutique Stern. Il enrichit la savate de techniques de poings issues du noble art anglais (l'ancêtre de l'actuelle boxe anglaise). Il nomme alors cette nouvelle synthèse La Boxe Française. Il formera notamment un certain Rambaud, surnommé « la résistance ».
Avec son plus jeune frère, Hubert, il parvient à rendre cette discipline extrêmement populaire, notamment auprès du tout-Paris, en organisant des spectacles musicaux de boxe française, d'où probablement l'origine du mot « gala », utilisé aujourd'hui pour désigner une rencontre de boxe française. Il parvient en effet à attirer dans sa salle des personnalités telles que Eugène Sue, Alphonse Karr, Théophile Gautier ou encore Alexandre Dumas.
La Boxe Française
Joseph Charlemont affirme tenir ces propos de Charles Lecour lui-même : « Un jour Charles Lecour figura chez lord Seymour dans un assaut de savate contre la boxe anglaise ; il se mesura avec le célèbre boxeur anglais Owen – Swift. L’Anglais, très habitué au ring, prend sur Charles Lecour une supériorité immédiate telle qu’il n’est plus possible au champion français de placer un seul coup. (Dans un assaut semblable, également chez lord Seymour, Loze eut le même sort que son collègue). Cette défaite loin de décourager Lecour, bien au contraire, lui indique qu’il y a tout à changer dans la méthode en faveur de l’époque ; il se décide à prendre de sérieuses leçons d’un boxeur expérimenté ; justement arrivait à Paris un professionnel anglais nommé Adams, qui devait se rencontrer dans un match avec Owen-Swift, qui sortit vainqueur de ce pugilat qui ne dura pas moins d’une heure et demie. » Ce combat de boxe entre Swift et Adams eut lieu en 1838 à Charenton.
Depuis Fouché, la police avait su organiser un réseau d’informateurs efficaces auquel ne peut échapper le moindre événement important. Le combat de boxe entre Swift et Adams en 1838 à Charenton ne pouvait passer inaperçu. La préfecture de police de Paris ordonna dans sa circulaire du 13 septembre 1838, d’ « arrêter les boxeurs et les envoyer à la Préfecture de Police de Paris ». La lettre du Préfet de Police, Delessert, au maire de Paris, demande à ce dernier de veiller à, « l’interdiction de combats de boxe et à leurs et à leurs circonscriptions ».
Charles Lecour, présent à ce combat des deux anglais, se rendit compte immédiatement qu’en alliant les deux méthodes, la savate et la boxe anglaise, on formerait un ensemble des plus sérieux comme moyen de défense. C’est alors qu’il se fit présenter à Adams qui était resté à Paris, et put ainsi prendre avec lui un certain nombre de leçons. Grâce à ces leçons de boxe anglaise réunies à la savate, Charles Lecour forma ce qu’on appela à juste titre « la boxe française ».
Charlemont précise « Ce qui est incontestable, sans être toutefois l’importateur des coups de poing en France, c’est qu’il a apporté un perfectionnement à la vieille méthode, car Michel Pisseux, Loze, Leboucher et d’autres encore, enseignaient déjà à cette époque le travail des poings. C’est aussi à tort qu’on a prétendu que les anciens professeurs enseignaient, à titre de coups de poing, le coup de Musette, coup porté avec la paume de la main pour relever le nez de l’adversaire, c’étaient les gens de barrière qui s’en servaient dans leurs combats. »
Alexandre Dumas écrira : « Charles Lecour eut l’idée géniale de fondre ensemble la boxe anglaise et la savate française ». La boxe française était née, alliance souveraine des poings et des pieds. En adoptant les gants, il permit à ses élèves de porter de véritables coups de poing et non plus de simples tapes à main plate.
Certes, l’expression « boxe française » existait déjà : le mot savate a une connotation vulgaire, et il semble pour cela être à l’origine involontaire de l’expression « boxe française ». Peu à peu, la pratique étant sortie du ruisseau, ayant changé, son enseignement s’apparente à celui de l’escrime dans l’espoir implicite d’une reconnaissance sociale. C’est ainsi que dès 1834, Charles Lecour se qualifie de professeur d’escrime lorsqu’il indique sa profession au prêtre qui rédige à la sacristie de Saint-Étienne-du-Mont son inscription de mariage sur les registres de la paroisse.
Alexandre Dumas Père, dans Filles, Lorettes et Courtisanes, résume de la façon suivante la naissance de la boxe française : « Les individus naissent en harmonie avec leur temps. Si les grandes époques manquent parfois aux hommes, il est rare que les hommes manquent jamais aux grandes époques » : un homme de génie apparut. Cet homme, c’est Charles Lecour.
Charles Lecour commença par étudier la savate, et, arrivé à une force supérieure, d’écolier il se fit maître, tout en convenant cependant – ce qui est rare chez les professeurs – que la savate, même comme il l’enseignait, était un art incomplet. Il rêvait donc jour et nuit aux moyens de perfectionner cet art. Comme il était plongé au plus profond de ses calculs théoriques, il entendit parler de la boxe.
L’Anglais, dans la boxe, - la boxe est la savate de l’Angleterre, - a perfectionné l’usage des bras et des poings, tandis qu’il n’a considéré les jambes et les pieds que comme des ressorts destinés à rapprocher ou à éloigner le boxeur de son adversaire.
Tout au contraire, dans la savate, qui est la boxe de la France, le parisien avait fait de la jambe et du pied les agents principaux, ne considérant les mains que comme des armes défensives.
Il en résulte que l’Anglais perd toute la ressource qu’il peut tirer des pieds, tandis que le Français perdait toute l’aide qu’il pouvait espérer des mains.
Charles Lecour rêva cette grande entreprise, cette splendide utopie, ce suprême perfectionnement de fondre ensemble la boxe et la savate. Il partit pour l’Angleterre et, sans lui dire qui il était, il prit, comme un écolier ordinaire, des leçons d’Adams, le premier boxeur de Londres.
Puis, lorsque l’écolier se sentit maître, il revint à Paris, et mit sa théorie en pratique. De cette combinaison par Charles Lecour de la boxe anglaise et de la savate est née la boxe française.
En fait, Charlemont précise bien qu’ici Alexandre Dumas fabule quelque peu, car il tient de Charles Lecour lui-même les circonstances de sa rencontre avec Adams, avec lequel il prit des leçons à Paris et non à Londres.
Charlemont (op. cit., p. 48, n.3) poursuit son récit : « Charles Lecour fit bientôt florès à Paris. Aucune salle d’armes ne compta plus de noms aristocratiques que la salle du passage des Panoramas, où venaient régulièrement travailler, en vareuse de flanelle rouge, MM. le duc de Mouchy, le prince Étienne de Beauvau, le comte de Boisgelin, marquis de Noailles, marquis de Dreux-Brézé, baron Gourgaud, comte Clary, Nestor Roqueplan, comte de la Rochefoucault, comte Vigier, comte Walewski, baron de Bazancourt, Théophile Gautier, Marc-Carthy, comte d’Alton-Shée, Léon Darlu, comte de Niewkerke, Victor et Henri Cuvillier, les frères Guérin, etc. »
« C’est à cette époque qu’il donna des leçons à Eugène Sue qui, dans son roman ‘les Mystères de Paris’, parle de lui et de sa méthode enseignée au principal personnage le prince Rodolphe, ‘les terribles coups de la fin’. Il allait aussi professer en ville, notamment chez lord Seymour, rue Taitbout, et chez Alphonse Karr, dans son pavillon de la rue de la Tour d’Auvergne. Théophile Gautier assistait aux leçons en tenue truculente, un bonnet à gland d’or posé sur les longs cheveux. »
En 1846 et 1847, Charles Lecour prit part aux grands assauts qui se donnaient au cirque et qui faisaient fureur. Les champions anglais étaient : Thomas Kay, Tom Cribb et Lazarus. Ils tiraient ensemble. Les champions français étaient Charles Lecour, Hubert Lecour et Charles Latois. Ils tiraient également ensemble.
Théophile Gautier écrit dans La Presse, du lundi 16, mardi 17 août 1847 :
« On vient de donner au cirque Olympique un spectacle qui, s’il avait lieu le soir, attirerait tout Paris.
Nous voulons parler des assauts de la représentation diurne où ont figuré Charles Lecour et son frère, Thomas Kay, Charles Latois et autres boxeurs anglais et américains.
La savate, puisqu’il faut l’appeler par son nom, passe, ou du moins a longtemps passé pour un genre de combat crapuleux, où pouvait seul s’exercer ‘pâle voyou, au corps chétif, au teint jaune comme un vieux sou’.
En effet, on n’avait guère vu que d’affreux bandits en bourgerons troués, en casquette arrachée, en chaussure éculée faire, avec les mains, ces gestes mystérieux et sinistres, effroi du citadin paisible, ces mouvements du pied, qui forçaient la patrouille surprise à s’asseoir au milieu des ruisseaux
M. Charles Lecour a réduit en art cette escrime des truands, cette boxe de la cour des Miracles ; il l’a élevée du premier coup à la hauteur de la boxe anglaise.
Revus et corrigés par lui, ces gestes ignobles ont pris de l’élégance et de la grâce ; à l’aide de la statique et de la dynamique, il a augmenté la force des coups, trouvé des retraites et des parades inattendues.
Un homme instruit dans la boxe française se défend des pieds et des mains, et frappe avec les quatre membres comme avec quatre fléaux. Avec cet art, plus de surprise nocturne ; on peut oublier sa canne, ses pistolets de poche, mais l’on n’oublie jamais ses jambes ni ses bras.
Comme gymnastique, et en dehors de toute idée de lutte, les exercices de M. Lecour sont excellents, en ce qu’ils emploient également toutes les parties. L’épée grossit le bras droit aux dépens du gauche, qui ne travaille pas.
Ce spectacle a commencé par un assaut de canne entre Lecour et son frère. Le public a été émerveillé de cette rapidité inouïe, de cette dextérité sans égale, de ces attaques et de ces ripostes promptes comme l’éclair ; et il a compris qu’entre les doigts des frères Lecour, la canne valait l’épée de saint Georges…
Dans le combat de savate et de boxe, les frères Lecour ont été souples, gracieux, agiles et forts comme des tigres : leurs pantalons orange rayé de noir rappellent le costume de Saltabadil ; les zébrures ont un singulier caractère de sauvagerie et de férocité qui conviennent aux félins, aux barbares et aux gladiateurs : la savate ainsi comprise est presque de la danse comme l’entend Perrot.
Seulement, chaque entrechat fait une meurtrissure, si le pied qui voltige à hauteur de l’œil ne rencontre pas en route le poing d’un adversaire… La représentation s’est terminée par un exercice au bâton à deux par les frères Lecour.
O brave caporal Trimm ! qui te figurais avoir tracé en l’air une arabesque bien compliquée avec le bout de ta canne, que tu serais humilié et ravi en voyant le bâton de M. Lecour faire des huit, des seize et des lacs à désespérer les plafonneurs de l’Alhambra ? »
Le Siècle du lundi 16 août 1847 y va également de son compte rendu signé Charles de Matharel :
Pugilat, - Assaut de canne et de bâton par les frères Lecour de Paris… : « Les exercices ont commencé par un assaut de canne exécuté par les frères Lecour. Chapeaux bas ! Messieurs, s’il vous plaît ! M. Lecour est un homme de génie, rien que cela.
Il a pris un art en enfance, la savate, le chausson, puisqu’il faut l’appeler par son nom, et il a créé des principes, des règles, un code, puis il s’est mis à enseigner.
Voulez vous savoir quels ont été ses élèves ? MM. Les membres du Jocquey-Club le duc…, Alexandre Dumas, Théophile Gautier, qui, lorsqu’il rencontre un homme impoli, lui enlève gentiment son chapeau avec le bout du pied ; M. le duc d’Orléans, qui était arrivé à une force remarquable ; enfin vingt autres, dont la litanie serait trop longue à placer ici.
Mais qu’est-ce donc que la savate que l’affiche appelle puérilement pugilat parisien ? C’est la boxe française.
MM. Lecour sont vêtus de jolis pantalons rayés et de chemises roses ; ils ont le sourire sur les lèvres avant, pendant et après le combat, et si grande est leur adresse, leur agilité, leur prestesse, à parer les coups, qu’on n’a pas un moment de crainte.
Ils ont exécuté un assaut de canne, une lutte de savate et un assaut de bâton, et dans les trois exercices, ils ont été couverts d’applaudissements. »
En 1848, Charles Lecour céda sa salle du passage des Panoramas à son frère Hubert, pour se lancer dans l’industrie ; l’Annuaire du commerce nous apprend qu’il quitte l’enseignement de la boxe dans les années 1850.
Le Minutier central et l’Almanach donnent un aperçu sur cette activité industrielle, évoquée avec pudeur par Charlemont, son élève : en 1851, avec deux associés, César Joseph Platel et Jean Jacques Cheneby, Charles Lecour constitue une entreprise dénommée Entreprise de Vidanges Lecour et Cie, domiciliée rue de Versailles St-Victor no 4 à Paris’, (rue qui a disparu avec les travaux du percement de la rue des Écoles). Charles Lecour habite alors Place St Michel no 12. Cette entreprise de vidange figure dans l’Almanach du Commerce des années 1852 et 1853 avec l’indication : « Lecour et Cie, successeur de Delamarre, acquéreur de la clientèle de Georges Chuquet, toujours rue de Versailles St-Victor no 4 ; entreprise générale des vidanges accélérées, service des vidanges à l’aide des pompes antiméphytiques et nouveaux procédés désinfectants, propreté, ponctualité ». En 1854, l’Almanach indique que Richer et Cie a repris l’entreprise Lecour et Cie, et s’est déplacé bd Montmartre no 4. De fait, la rue des Écoles fut perçée de 1852 à 1855.
Néanmoins, rapporte Charlemont, il conserva quelques leçons particulières à la salle d’armes Pons, ainsi qu’au cercle des éclaireurs dont les chefs étaient : le général Ney d’Elchigen, le comte Ferry d’Esclands et l’académicien Legouvré.
À partir de 1853, déjà en mai 1853, lorsque son frère Hubert se marie, Charles habite rue de l’Est, puis 57 bd du Montparnasse au moment du décès de sa mère à Paris en 1871. En 1872, il se rend à Rennes, à l’occasion de la naissance de Marguerite, seconde enfant de sa fille, Mme Paul Beaufils. Il est alors « propriétaire » à Paris. Enfin à la fin de sa vie, avec sa femme, née Louise Lozes Louise, il demeure au no 152 de la rue de Rennes.
En 1875, de la fusion du cercle des éclaireurs et de la salle Jacob on forma l’École d’escrime française, à la salle d’armes de la rue Saint-Marc. Charles Lecour fut nommé professeur de boxe française.
D’après Charlemont, il avait à ce moment pour élèves : le jeune duc de Luynes, le duc de Rivière, le prince de Béthune, le baron Préménil, de Coppens, le vicomte de Coubertus, le comte de Chevillé, le comte de Lyonne, le marquis de Sassenay, le vicomte de Pully, Goupil, Louis Gaillard, Cortey, G. Laroze, etc.
En 1884, il quitta l’École d’escrime française et cessa complètement de donner des leçons. Il fut remplacé par Jules Leclerc. Charles Lecour et son successeur Jules Leclerc firent de nombreux disciples, assurant ainsi du mieux possible l’avenir de leur discipline.
Alors qu’il visitait sa fille Louise, Charles Lecour mourut, âgé de 86 ans, chez celle-ci, au 24 de la rue de la Préfecture, à Epinal, où son gendre Paul Beaufils, était directeur des contributions indirectes.
Il fut inhumé dans le cimetière de Oissery.